# ユニジャンクショントランジスタ
ユニジャンクショントランジスタ（Uni-junction transistor、UJT）は電子半導体部品である。UJTには二つの種類がある。

回路図記号

- 元来のUJTは、棒状のN型半導体で、P型半導体が結合したものである。たとえば、2N2646がある（日本ではUJTは2SHの型番。例えば、東芝の2SH21）。
- プログラマブルUJT（PUT）は、サイリスタに似た素子である。サイリスタのように、4つのPN層からなり、アノードとカソードが最初と最後の層に結合していて、ゲートがどちらか一方の層につながっている。元来のUJTとまったく同じというわけではないが、同じような機能を果たす。たとえば2N6027がある（日本では過去には何品種か生産されており、NECのN13T1（2004年廃番）がよく使われていた）。

いずれのタイプも、サイリスタのトリガー、あるいは弛張型発振回路の能動素子として用いられる。UJTのエミッタ電流に対するエミッタ電圧のグラフは負性抵抗領域を示し、このためUJTが有用なものとなっている。
UJTとPUTのもっとも重要な用途は、サイリスタ（SCR, トライアック）へのトリガーである。実際、直流の制御電圧増加に伴ってオンとなる時間が増加するよう、直流電圧もUJTやPUT回路を制御するのに使うことができる。この使い方は、大きな交流の制御に重要である。
UJTは1箇所しか接合部を持たないため、ユニ（1つの）ジャンクション（接合）トランジスタという名を持つ。UJTには3つの端子がある。エミッタ（E1）と二つのベース（B1,B2）である。ベースは低濃度にドープされたN型シリコンバーから成る。二つの有抵抗電極B1,B2は両端にある。エミッタは高濃度にドープされたP型半導体である。エミッタがオープンのときのB1とB2の間の抵抗を、インターベース抵抗（ベース間抵抗）という。
現在、日本メーカー製造の2SH型番のUJT、PUTは全て廃品種となっている。